# Ruepaisa
Ruepaisa är en gewog i Bhutan.   Den ligger i distriktet Wangdue Phodrang, i den centrala delen av landet, 30 kilometer öster om huvudstaden Thimphu.
I omgivningarna runt Ruepaisa växer i huvudsak blandskog. Runt Ruepaisa är det ganska glesbefolkat, med 26 invånare per kvadratkilometer.